# Ректори Казанського університету
Ректори Казанського університету з часу його заснування:
| № п/п | Ім'я                                   | Зображення | Роки керівництва | Наукова галузь                                                     |
| 1     | Яковкін Ілля Федорович                 |            | 1805—1813        | російська історія, географія, статистика                           |
| 2     | Браун Іван Йосипович                   |            | 1813—1819        | анатомія, Фізіологія, судова лікарська наука                       |
| 3     | Солнцев Гавриїл Ілліч                  |            | 1819—1820        | правознавство                                                      |
| 4     | Нікольський Григорій Борисович         |            | 1820—1823        | прикладна математика                                               |
| 5     | Фукс Карл Федорович                    |            | 1823—1827        | патологія, терапія, клініка, анатомія, фізіологія, судова медицина |
| 6     | Лобачевський Микола Іванович           |            | 1827—1846        | математика                                                         |
| 7     | Симонов Іван Михайлович                |            | 1846—1854        | теоретична та практична астрономія                                 |
| 8     | Ковалевський Осип Михайлович           |            | 1855—1860        | класична філологія, монголознавство, буддологія                    |
| 9     | Бутлеров Олександр Михайлович          |            | 1860—1863        | хімія                                                              |
| 10    | Осокін Євграф Григорович               |            | 1863—1872        | політична економія, історія права та фінансів                      |
| 11    | Кремльов Микола Олександрович          |            | 1872—1876        | правознавство                                                      |
| 12    | Осокін Євграф Григорович (удруге)      |            | 1876—1880        | політична економія, історія права та фінансів                      |
| 13    | Ковалевський Микола Осипович           |            | 1880—1882        | фізіологія                                                         |
| 14    | Булич Микола Микитович                 |            | 1882—1885        | філософія, філологія                                               |
| 15    | Кремльов Микола Олександрович (удруге) |            | 1885—1889        | правознавство                                                      |
| 16    | Ворошилов Костянтин Васильович         |            | 1889—1899        | анатомія, фізіологія                                               |
| 17    | Дубяго Дмитро Іванович                 |            | 1899—1905        | астрономія                                                         |
| 18    | Любимов Микола Матвійович              |            | 1905—1906        | медицина                                                           |
| 19    | Загоскін Микола Павлович               |            | 1906—1909        | історія російського права                                          |
| 20    | Дормідонтов Григорій Федорович         |            | 1909—1917        | юриспруденція                                                      |
| 21    | Гольдгаммер Дмитро Олександрович       |            | 1918             | фізика                                                             |
| 22    | Болотов Євген Олександрович            |            | 1918—1921        | прикладна математика, механіка                                     |
| 23    | Овчинников Олександр Олександрович     |            | 1921—1922        | політична економія, статистика                                     |
| 24    | Чебоксаров Михайло Миколайович         |            | 1922—1923        | терапія                                                            |
| 25    | Чирковський Василь Васильович          |            | 1923—1925        | офтальмологія                                                      |
| 26    | Луньяк Андрій Іванович                 |            | 1926—1928        | хімія                                                              |
| 27    | Галанза Петро Миколайович              |            | 1928—1929        | історія держави і права                                            |
| 28    | Сегаль Мойсей Абрамович                |            | 1929—1930        | юриспруденція                                                      |
| 29    | Богаутдінов Гімаз Богаутдінович        |            | 1930—1931        | хімія                                                              |
| 30    | Векслін Носон-Бер Залманович           |            | 1931—1935        | географія                                                          |
| 31    | Камай Гільм Хайрович                   |            | 1935—1937        | хімія                                                              |
| 32    | Ситников Кирило Прокопович             |            | 1937—1951        | фізика                                                             |
| 33    | Мартинов Дмитро Якович                 |            | 1951—1954        | астрономія                                                         |
| 37    | Нужин Михайло Тихонович                |            | 1954—1979        | математика, механіка                                               |
| 35    | Коновалов Олександр Іванович           |            | 1979—1990        | органічна хімія                                                    |
| 36    | Конопльов Юрій Геннадійович            |            | 1990—2001        | механіка деформівного твердого тіла                                |
| 37    | Салахов Мякзюм Халімулович             |            | 2002—2010        | оптика                                                             |
| 38    | Гафуров Ільшат Рафкатович              |            | 2010—2021        | фізика, економіка                                                  |
| 39    | Таюрський Дмитро Альбертович           |            | з 2021           | фізика                                                             |